# دسوقیه
دَسوقیه یکی از فرقه‌های صوفی است.

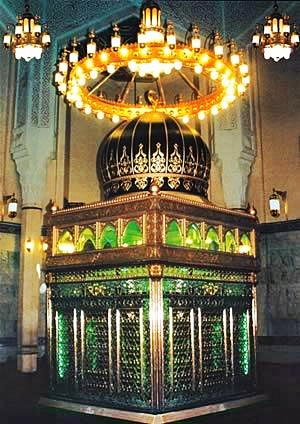
یکی از نماد‌های دسوقیه

بنیادگذار این فرقه برهان‌الدین ابراهیم دسوقی (ابوالعینین) است.
افراد این فرقه بیشتر در مصر هستند ولی پیش از سکولار شدن ترکیه، تکیه‌هایی نیز در استانبول داشتند.